# Sursee (huyện)

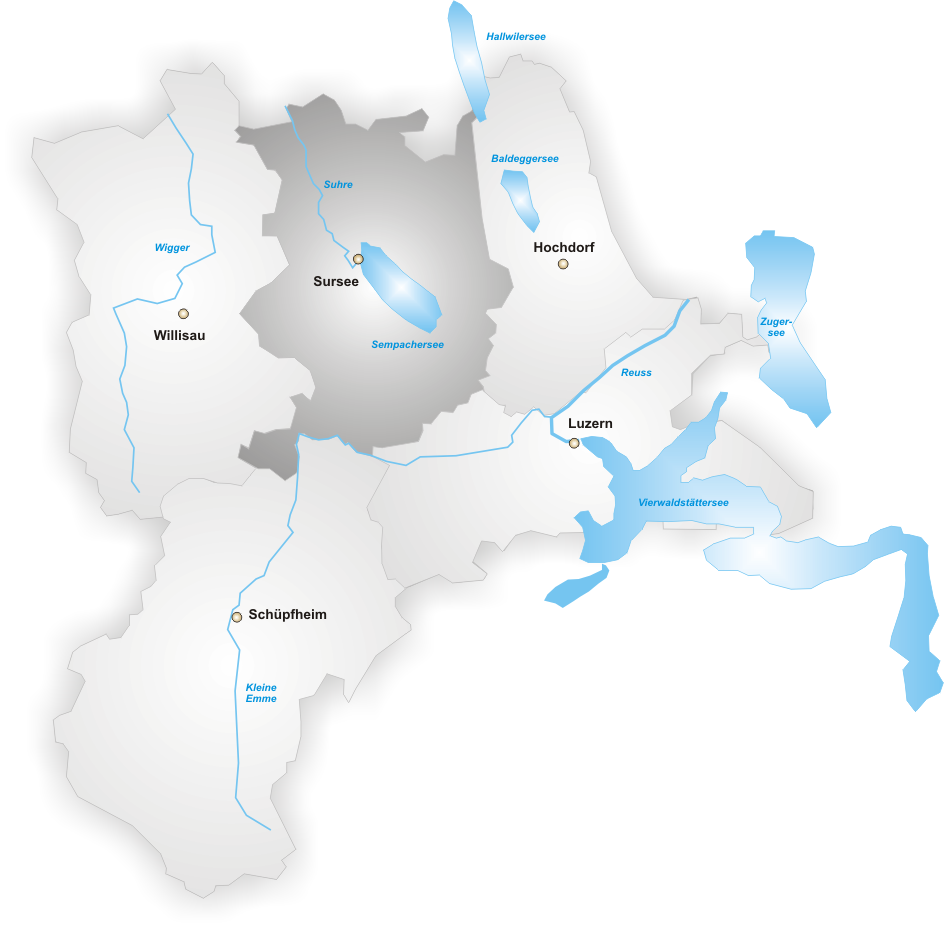
Huyện Sursee

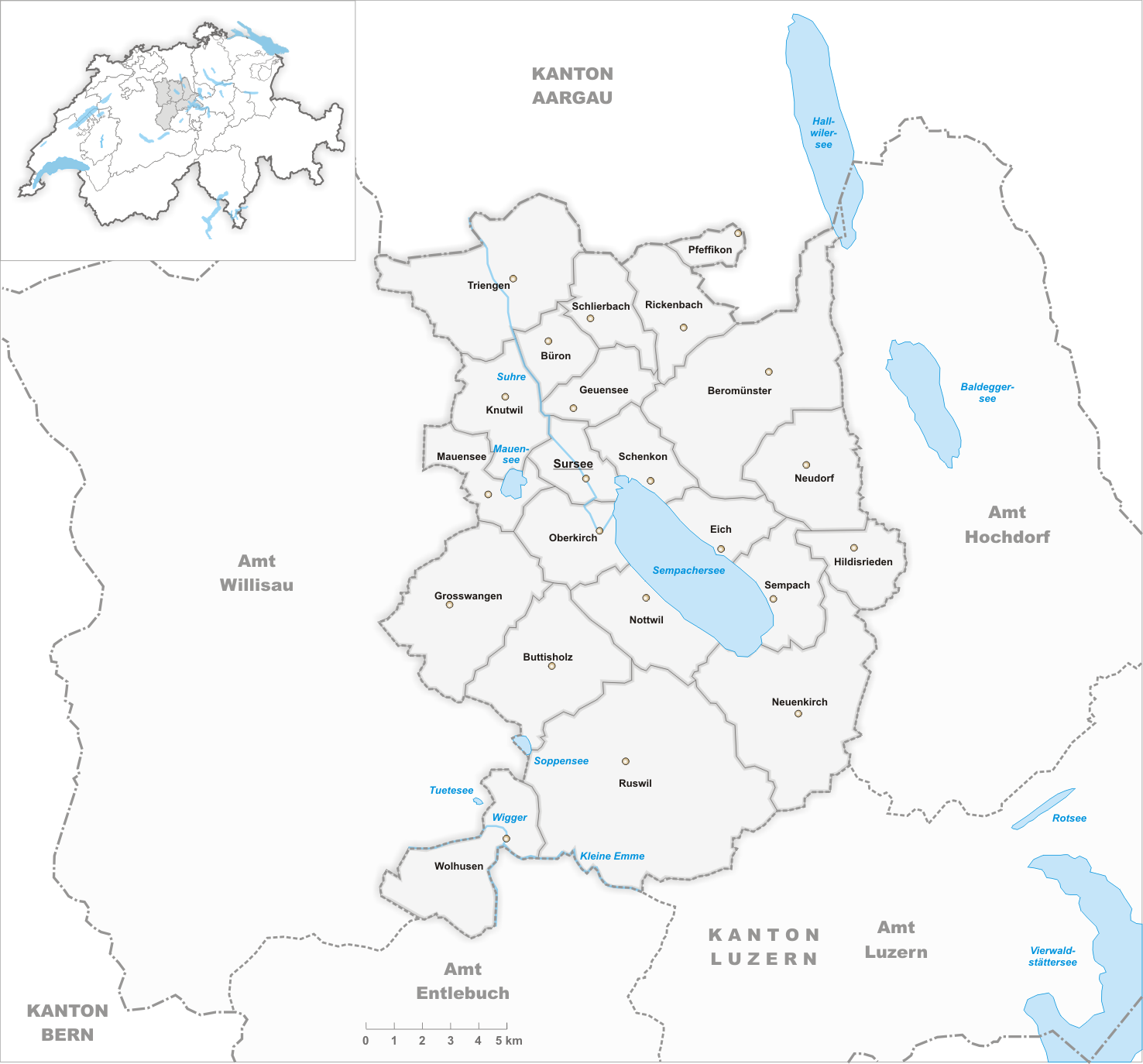
Đô thị của Sursee

Sursee là một trong 5 Ämtern, hay huyện của bang nói tiếng Đức Lucerne, Thụy Sĩ. Thủ phủ là thị xã Sursee.
Sursee có các đô thị sau:
| Đô thị       | Dân số (31 tháng 12 năm 2004) | Diện tích, km² |
| ------------ | ----------------------------- | -------------- |
| Beromünster  | 2532                          | 6,30           |
| Büron        | 1939                          | 5,37           |
| Buttisholz   | 2816                          | 16.71          |
| Eich         | 1440                          | 9,22           |
| Geuensee     | 2122                          | 6,47           |
| Grosswangen  | 2837                          | 19,70          |
| Gunzwil      | 1889                          | 23.26          |
| Hildisrieden | 1794                          | 7,04           |
| Knutwil      | 1618                          | 9,74           |
| Mauensee     | 1086                          | 45.10          |
| Neudorf      | 1055                          | 12,81          |
| Neuenkirch   | 5725                          | 26.25          |
| Nottwil      | 2780                          | 14,83          |
| Oberkirch    | 2970                          | 10,95          |
| Pfeffikon    | 711                           | 2,49           |
| Rickenbach   | 2017                          | 9,36           |
| Ruswil       | 6383                          | 45.25          |
| Schenkon     | 2411                          | 7,67           |
| Schlierbach  | 594                           | 7,17           |
| Sempach      | 3694                          | 11,68          |
| Sursee       | 8082                          | 6,06           |
| Triengen     | 3406                          | 14,51          |
| Winikon      | 740                           | 7,57           |
| Wolhusen     | 4060                          | 14,30          |
| Total        | 64,701                        | 302.04         |